# Zoltán Fodor
Zoltán Fodor (Budapest, 29 de julio de 1985) es un deportista húngaro que compitió en lucha grecorromana.
Participó en los Juegos Olímpicos de Pekín 2008, obteniendo la medalla de plata en la categoría de 84 kg.

## Palmarés internacional
| Juegos Olímpicos | Juegos Olímpicos | Juegos Olímpicos | Juegos Olímpicos |
| Año              | Lugar            | Medalla          | Categoría        |
| ---------------- | ---------------- | ---------------- | ---------------- |
| 2008             | Pekín (China)    | Medalla de plata | 84 kg            |